# Christian Teyssèdre
Pour les articles homonymes, voir Teyssèdre.
Christian Teyssèdre est un homme politique français, né le 6 novembre 1952 à Rodez (Aveyron). Il est élu le 9 mars 2008 maire de la ville de Rodez.
Ancien conseiller général du canton de Rodez-Nord de mars 2001 à mars 2008, puis de Rodez Ouest de mars 2008 à mars 2010, il est élu en mars 2010 conseiller régional puis en 2013, vice président de la Région. Il est président de Rodez Agglomération.

## Études, carrière et parcours
À Paris, en 1975, Christian Teyssèdre commence sa carrière professionnelle à EDF. Après son retour à Rodez, il s'engage dans le syndicalisme. Pendant dix années, il fut permanent à la CFDT en tant que délégué local, puis régional. Il est nommé au service commercial puis cadre au service des ressources humaines avant de s'engager en politique.
En 1993, il entre au Parti Socialiste dans la mouvance Jospin, Delors, Rocard. En 1995, il devient secrétaire de la section de Rodez du Parti socialiste .
En 1995, il est candidat aux élections municipales sur la liste du candidat PS, Jean Delpuech.
En 1997, il dirige la campagne électorale d'Anne-Christine Herr, candidate socialiste malheureuse aux élections législatives. Un an plus tard, il n'est pas élu aux élections du conseil général de l'Aveyron pour y représenter le canton de Rodez-Est.
En 2001, il est tête de liste de l'Union de la gauche aux élections municipales. Il obtient 47 % des suffrages, battu par Marc Censi, candidat UMP à sa propre succession. Il est élu conseiller général du canton de Rodez-Nord. Il est le premier conseiller général socialiste élu sur la circonscription de Rodez.
En 2007, il  perd les élections législatives face au député sortant Yves Censi.
Le 9 mars 2008, à la tête d'une liste d'union, il remporte au premier tour les élections municipales à Rodez avec 52,49 % pour sa liste d'union PS-PC-PRG-Verts en faisant basculer la ville à gauche pour la première fois depuis 55 ans,. Le 16 mars 2008, il est élu conseiller général de Rodez Ouest au deuxième tour avec 65 % des voix.
Il remporte les élections régionales du 21 mars 2010 au Conseil régional de Midi-Pyrénées. Pour cause de cumul des mandats, il laisse sa place de conseiller général du Canton de Rodez-Ouest à son adjointe à la mairie,
En 2013, il est élu vice président de la Région et président de l'agglomération de Rodez.
En décembre 2013, Midi Libre révèle qu'une collaboratrice du cabinet de Christian Teyssèdre a déposé plainte pour harcèlement sexuel. Christian Teyssèdre dément les faits et dénonce une « dénonciation calomnieuse » pour le déstabiliser à quelques mois des élections municipales. Le procureur a finalement classé cette plainte sans suite,.
En mars 2014, il remporte les élections municipales de Rodez au deuxième tour avec 48 % des voix dans une triangulaire.

## Mandats actuels
- Maire de Rodez depuis mars 2008, réélu en 2014 et en 2020[7].
- Vice-Président du conseil de surveillance du centre hospitalier de Rodez depuis mars 2008.
- Président de la communauté d'agglomération du Grand Rodez (Rodez agglomération) depuis juillet 2013.

## Anciens mandats
- 1995 : Secrétaire du PS de Rodez
- 2001-2008 : Conseiller général du canton de Rodez-Nord
- 2001-2008 : Président du Groupe socialiste et républicain au Conseil général de l'Aveyron, remplacé en 2008 par Stéphane Bultel
- 2008-2010 : Conseiller général du canton de Rodez-Ouest
- 2008-2013 : 8e vice-président de la communauté d'agglomération du Grand Rodez chargé des projets urbains

## Décorations
- Chevalier de la Légion d'honneur, le 14 juillet 2019[8].
- Officier de l'ordre national du Mérite, le 23 novembre 2022[9].